# Spojené státy Jónských ostrovů
Spojené státy Jónských ostrovů (anglicky United States of the Ionian Islands, řecky  Ἡνωμένον Κράτος τῶν Ἰονίων Νήσων) byl ostrovní stát na území Jónského souostroví a britský protektorát. Existoval v letech 1815 až 1864. Vznikl na půdorysu francouzského protektorátu Republika sedmi ostrovů, který po Napoleonově pádu připadl Británii. Po korunovaci Jiřího I. byl postoupen Řecku.

## Historie
Před francouzskými revolučními válkami byly Jónské ostrovy součástí Benátské republiky. V roce 1797, po rozpuštění Benátské republiky smlouvou z Campo Formio, byly ostrovy připojeny k První Francouzské republice. Během let 1798 až 1799 byli Francouzi vyhnáni spojenými ruskými a osmanskými silami, což vedlo k vytvoření Septinsulární republiky. Tato republika si v letech 1800 až 1807 udržela relativní nezávislost pod nominální osmanskou svrchovaností a ruskou kontrolou.
Po válce čtvrté koalice byly Jónské ostrovy okupovány Francouzským císařstvím podle Tylžské smlouvy. V roce 1809 porazila britská flotila francouzské síly u ostrova Zakynthos a obsadila Kefalonii, Kythéru a Zakynthos. Lefkada byla dobyta Británií v roce 1810. Korfu zůstala okupována Francouzi až do roku 1814.

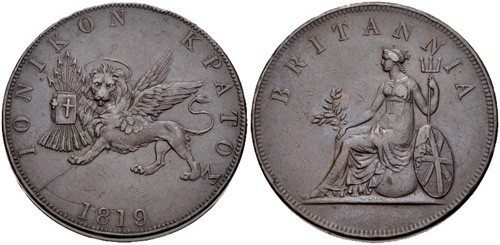
Jónská dvou-oboliová mince, 1819

V roce 1815 získala Británie v rámci pařížské mírové smlouvy právo na zřízení protektorátu nad Jónskými ostrovy. Nová ústavní listina státu, známá jako "Maitlandská ústava", byla ratifikována 26. srpna 1817. Na základě toho vznikla federace sedmi ostrovů pod vedením generálporučíka Sira Thomase Maitlanda, prvního Lorda Vysokého komisaře Jónských ostrovů. Dne 29. března 1864 byly Jónské ostrovy oficiálně připojeny k Řecku podle Londýnské smlouvy.